# Meleon tsaratanana
Meleon tsaratanana är en spindelart som beskrevs av Logunov, Azarkina 2007 [2008. Meleon tsaratanana ingår i släktet Meleon och familjen hoppspindlar. Inga underarter finns listade i Catalogue of Life.